# IF Allians
IF Allians var en fotbollssklubb från Malmö som grundades 1931. Klubben hette från början Almänna idrottsklubben, AIK, men bytte namn efter en säsong till IF Allians. Klubben spelade en säsong i Sveriges näst högsta division i fotboll 1957/58.  Klubben gick år 2006 upp i den nystartade föreningen Lilla Torg FF efter en sammanslagning med LM Lilla Torg. 